# Светлана Анастасовска
Светлана Анастасовска-Обућина (рођена 26. априла, 1961. у Београду, ФНР Југославија) је бивша југословенска и српска рукометашица. Три пута је играла на Олимпијским играма и освојила две медаље. У Москви 1980. са репрезентацијом Југославије освојила је сребро, у Лос Анђелесу 1984. биле су златне, а у Сеулу 1988. четврте. Са Светских првенстава има бронзу из 1982. Такође је играла на Светском првенству 1986. када су биле шесте. У клупској каријери играла је за ОРК Београд.
Њен супруг је некадашњи српски рукометаш и тренер Братислав Бата Обућина (1956—2022), са којим има кћерку Анђелу.